# راه‌آهن ملی کره
راه‌آهن ملی کره (انگلیسی: Korea National Railway) شرکت دولتی ترابری ریلی کره‌ای است، که در سال ۱۹۶۳ تأسیس شد.